# Florence Millet
Florence Millet (* 1964 in Brüssel) ist eine in Deutschland lebende französische Pianistin und Hochschullehrerin.

## Leben und Wirken
Millet studierte am Pariser Konservatorium (Abschluss summa cum laude) und vervollkommnete ihre Ausbildung an der State University of New York unter der Leitung von Gilbert Kalish und Charles Rosen, wo sie auch promovierte. Weitere Lehrer waren Paul Badura-Skoda, Leon Fleisher und Peter Serkin. 
Mit dem Cellisten Darrett Adkins und der Geigerin Katie Lansdale gründete sie das Lions Gate Trio, das seit über dreißig Jahren aktiv ist und unter anderem die gesamte Klavierkammermusik von Ludwig van Beethoven, Robert Schumann, Johannes Brahms, Gabriel Fauré und Franz Schubert aufnahm. Zwischen 1992 und 2000 war sie zudem Mitglied des Ensemble Intercontemporain, von 2012 bis 2018 künstlerische Leiterin der Reihe Cité des Dames. Ihr Interesse an Neuer Musik führte zu intensiver Zusammenarbeit mit Komponisten wie Elliott Carter, Hans Werner Henze, Luciano Berio, Johannes Schöllhorn, Philippe Manoury, Jörg Widmann, Steve Reich, Henri Dutilleux, George Crumb und Tristan Murail.
Als Konzertpianistin erhielt Millet Preise beim William-Kappel- und beim Bösendorfer Empire-Wettbewerb und spielte Aufnahmen der klassischen Klavierliteratur (Robert Schumann, Franz Liszt, Fryderyk Chopin, Franz Schubert) wie auch zeitgenössische Musik (Elliott Carter, Oliver Knussen, Mark-Anthony Turnage, Heinz Holliger u. a.) ein. Außerdem veranstaltete sie Lesungen, moderierte Konzerte, Radioproduktionen und spartenübergreifende Programme u. a. mit dem Tanztheater Wuppertal Pina Bausch und den Schauspielern Bernd Hahn und Bernd Kuschmann. 
Millet hat seit 1998 eine Professur für Klavier an der Hochschule für Musik und Tanz Köln inne und ist Vorsitzende der Fachkommission Klavier. 2021 wurde sie in Nachfolge von Lutz-Werner Hesse geschäftsführende Direktorin am Standort Wuppertal. Sie gibt international Meisterkurse in Europa, Amerika und Asien.